# Johan II van Nassau-Siegen
Johan II van Nassau-Siegen († Slot Dillenburg, begin mei 1443), bijgenaamd ‘met de Helm’, Duits: Johann II. ‘mit der Haube’ Graf von Nassau-Siegen (officiële titel: Graf zu Nassau, Vianden und Diez), was graaf van Nassau-Siegen, een deel van het graafschap Nassau. Hij stamt uit de Ottoonse Linie van het Huis Nassau. Samen met zijn broers erfde hij het graafschap Vianden, dat zo in bezit van het Huis Nassau kwam.

## Biografie
Johan was de tweede zoon van graaf Johan I van Nassau-Siegen en Margaretha van der Mark, dochter van graaf Adolf II van der Mark en Margaretha van Kleef.
Net als zijn vader was Johan zeer krijgszuchtig. Hij was in talrijke vetes met de landgraven van Hessen en Keur-Trier verwikkeld.
In 1416 overleed Johans vader, vermoedelijk 77 jaar oud. Met een regeerperiode van 54 jaar was hij een van de langst regerende vorsten uit de middeleeuwen. Hij werd opgevolgd door Johan en zijn broers Adolf I, Engelbrecht I en Johan III ‘de Jongere’. De broers regeerden het graafschap Nassau-Siegen gezamenlijk. Ze waren al in 1409 een gezamenlijke voortzetting van de regering overeengekomen. Gezamenlijk kochten de broers de andere helft van Siegen terug van het aartsbisdom Keulen.
In 1417 overleed Elisabeth van Sponheim-Kreuznach, gravin van Vianden, zonder nakomelingen. Johan en zijn broers waren als kleinzoons van Adelheid van Vianden de erfgenamen van Elisabeth en verkregen zodoende het graafschap Vianden en de heerlijkheden Sankt Vith, Bütgenbach, Dasburg en Grimbergen. De koning der Nederlanden voert nog altijd de titels graaf van Vianden, heer van Sankt Vith, Bütgenbach en Dasburg.
Na het overlijden van de oudste broer Adolf in 1420 volgden de drie overige broers hem op, maar zij verloren de helft van het graafschap Diez, evenals in 1428 ¼ van Camberg. Het graafschap Nassau-Siegen werd door de broers verdeeld, Johan verkreeg bij deze verdeling Dillenburg.
Johan werd in 1422 door rooms-koning Sigismund beleend met Kleef en Mark, doch stelde zich twee jaar later tevreden met een financiële schadeloosstelling. Hertog Adolf IV van Kleef-Mark betaalde hem 12.000 goudgulden.
Rond 1429 betaalden de graven van Virneburg de broers 21.000 goudgulden om hun aanspraken op de heerlijkheid Ravenstein met Herpen en Uden af te kopen.
Na het overlijden van hun jongste broer Johan III ‘de Jongere’ in 1430 regeerden Johan II en Engelbrecht I weer gezamenlijk over Nassau-Siegen, Vianden en Diez.
Aan het einde van zijn leven liet Johan de regering van zijn landen over aan de zonen van zijn broer Engelbrecht, Johan IV en Hendrik II, die hem uiteindelijk ook opvolgden. Johan overleed ongehuwd op Slot Dillenburg begin mei 1443 en werd begraven in Klooster Keppel bij Hilchenbach.

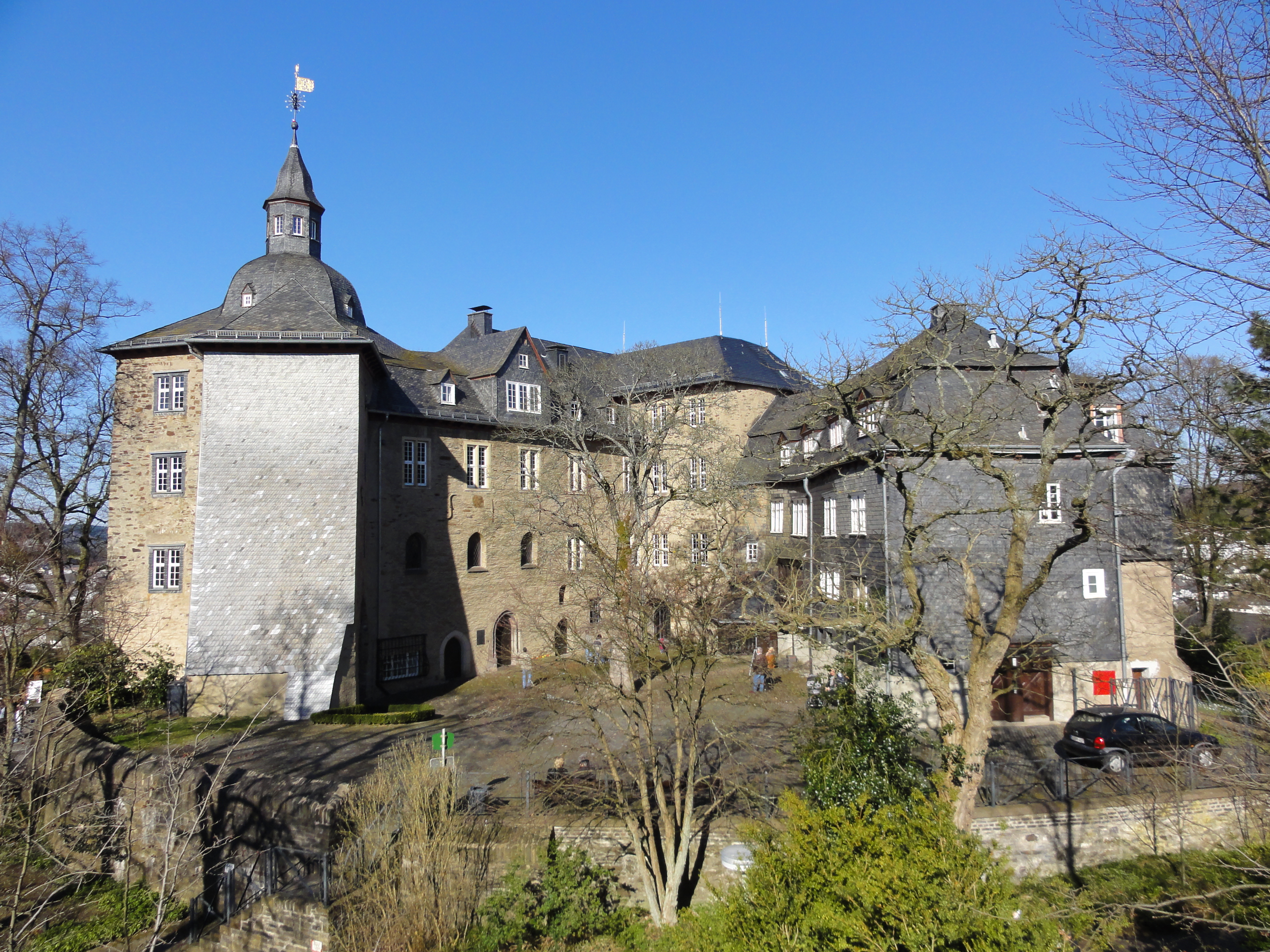
Slot Siegen
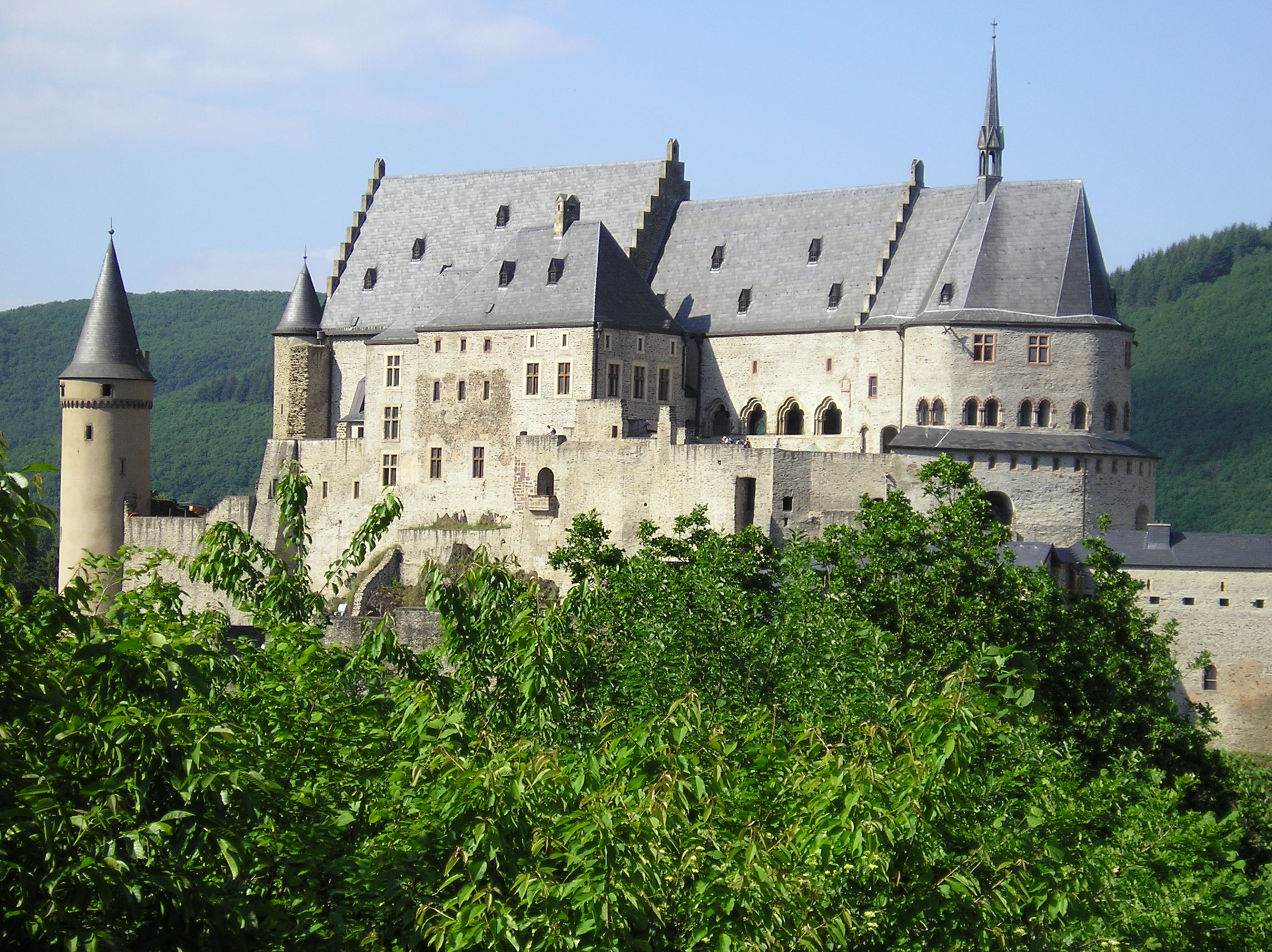
Kasteel Vianden
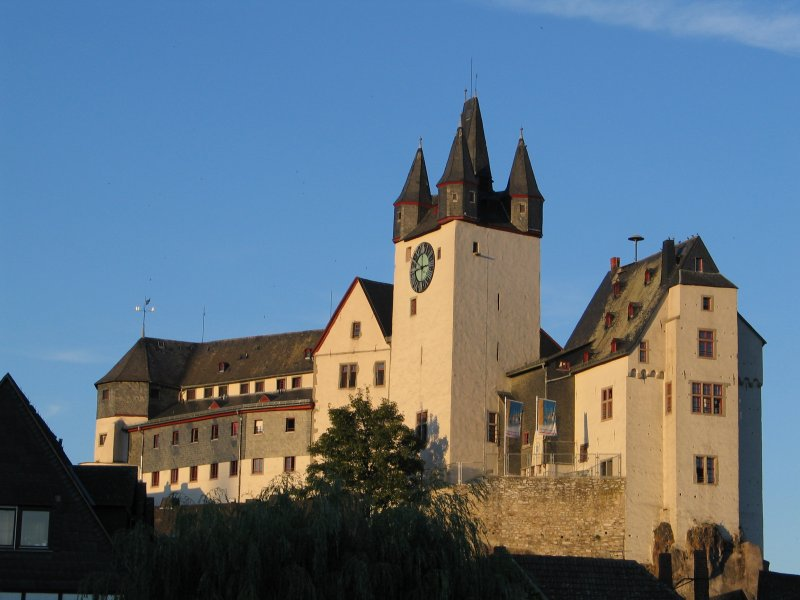
De Burcht Diez
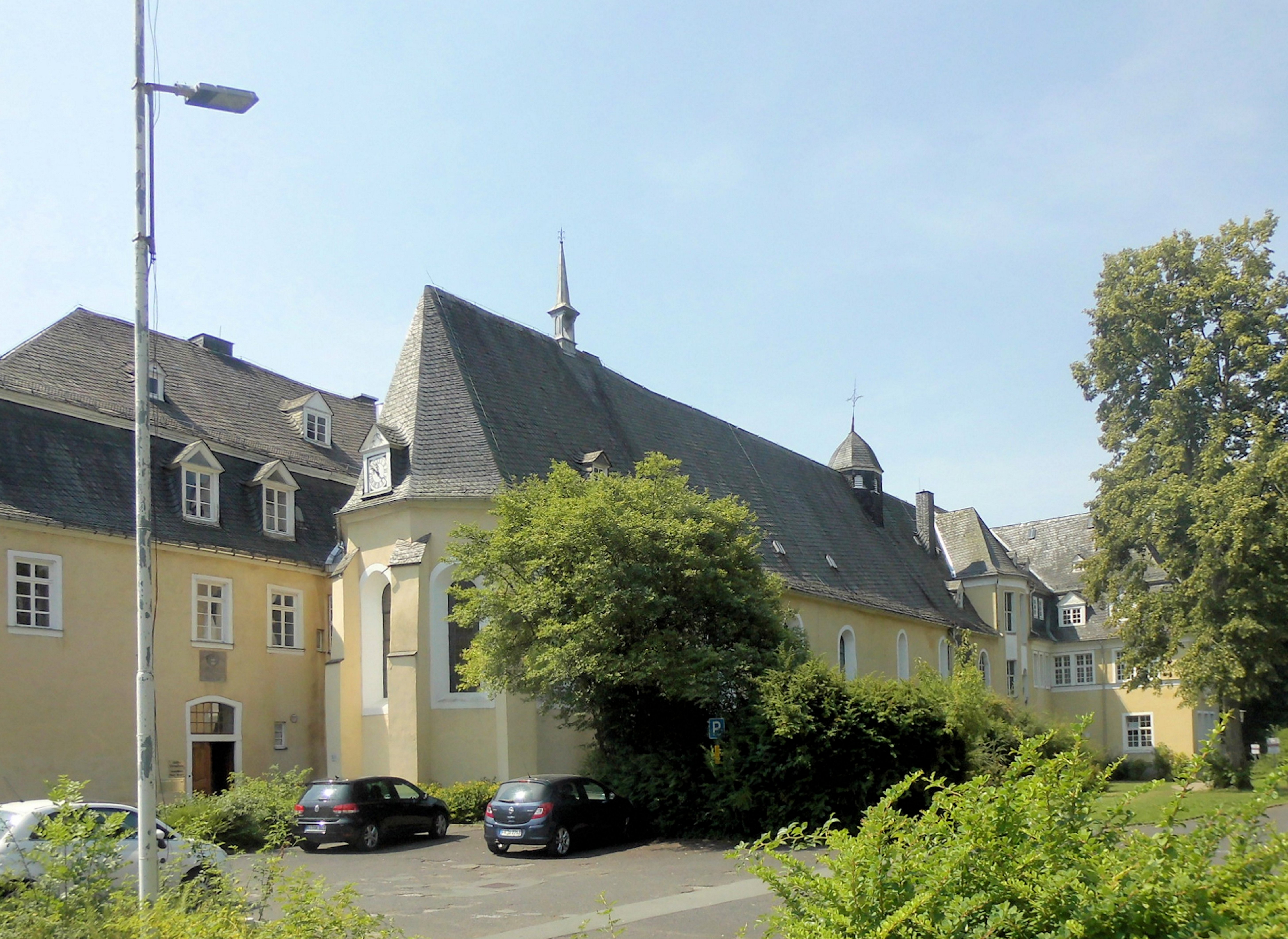
Klooster Keppel

## Buitenechtelijke kinderen
Johan had twee buitenechtelijke kinderen bij een onbekend gebleven vrouw:
1. Adelheid van Nassau, was non te Klooster Keppel in 1438.
2. Tilman van Nassau, vermeld in 1425 als student te Heidelberg, in 1447 als student te Keulen, kreeg in 1461 de Burcht Wallenfels in leen en een huis te Herborn. Hij had wellicht nakomelingen.

## Voorouders
| Voorouders van Johan II ‘met de Helm’ van Nassau-Siegen | Voorouders van Johan II ‘met de Helm’ van Nassau-Siegen                                                   | Voorouders van Johan II ‘met de Helm’ van Nassau-Siegen                                                   | Voorouders van Johan II ‘met de Helm’ van Nassau-Siegen                           | Voorouders van Johan II ‘met de Helm’ van Nassau-Siegen                           | Voorouders van Johan II ‘met de Helm’ van Nassau-Siegen                           | Voorouders van Johan II ‘met de Helm’ van Nassau-Siegen                           | Voorouders van Johan II ‘met de Helm’ van Nassau-Siegen                                   | Voorouders van Johan II ‘met de Helm’ van Nassau-Siegen                                     |
| ------------------------------------------------------- | --- | --- | --------------------------------------------------------------------------------- | --------------------------------------------------------------------------------- | --------------------------------------------------------------------------------- | --------------------------------------------------------------------------------- | ----------------------------------------------------------------------------------------- | ------------------------------------------------------------------------------------------- |
| Betovergrootouders                                      | Otto I van Nassau (?–1289/90) ⚭ vóór 1270 Agnes van Leiningen (?–na 1299)                                 | Dirk II van Heinsberg en Blankenberg (?–1303) ⚭ 1253 Johanna van Leuven (?–1291)                          | Godfried I van Vianden (?–1307/1310) ⚭ 1278 Aleidis van Oudenaarde (?–1305)       | Lodewijk van Arnsberg (?–1312/13) ⚭ vóór 1276 Petronella van Gulik (?–na 1299)    | Everhard I van der Mark (?–1308) ⚭ 1273 Irmgard van Berg (?–1294)                 | Johan van Arberg (?–1281) ⚭ vóór 1273 Catharina van Gulik (?–na 1287)             | Diederik VI van Kleef (1256/57–1305) ⚭ 1290 Margaretha van Habsburg (?–ca. 1333)          | Reinoud I van Gelre en Zutphen (ca. 1255–1326) ⚭ 1286 Margaretha van Vlaanderen (?–na 1327) |
| Overgrootouders                                         | Hendrik I van Nassau-Siegen (ca. 1270–1343) ⚭ vóór 1302 Adelheid van Heinsberg en Blankenberg (?–na 1343) | Hendrik I van Nassau-Siegen (ca. 1270–1343) ⚭ vóór 1302 Adelheid van Heinsberg en Blankenberg (?–na 1343) | Filips II van Vianden (?–1315/16) ⚭ Adelheid van Arnsberg (?–?)                   | Filips II van Vianden (?–1315/16) ⚭ Adelheid van Arnsberg (?–?)                   | Engelbrecht II van der Mark (?–1328) ⚭ 1299 Mechtild van Arberg (?–1367)          | Engelbrecht II van der Mark (?–1328) ⚭ 1299 Mechtild van Arberg (?–1367)          | Diederik VII van Kleef (1291–1347) ⚭ 1308 Margaretha van Gelre en Zutphen (ca. 1290–1331) | Diederik VII van Kleef (1291–1347) ⚭ 1308 Margaretha van Gelre en Zutphen (ca. 1290–1331)   |
| Grootouders                                             | Otto II van Nassau-Siegen (ca. 1305–1350/51) ⚭ 1331 Adelheid van Vianden (?–1376)                         | Otto II van Nassau-Siegen (ca. 1305–1350/51) ⚭ 1331 Adelheid van Vianden (?–1376)                         | Otto II van Nassau-Siegen (ca. 1305–1350/51) ⚭ 1331 Adelheid van Vianden (?–1376) | Otto II van Nassau-Siegen (ca. 1305–1350/51) ⚭ 1331 Adelheid van Vianden (?–1376) | Adolf II van der Mark (?–1347) ⚭ 1332 Margaretha van Kleef (?–na 1348)            | Adolf II van der Mark (?–1347) ⚭ 1332 Margaretha van Kleef (?–na 1348)            | Adolf II van der Mark (?–1347) ⚭ 1332 Margaretha van Kleef (?–na 1348)                    | Adolf II van der Mark (?–1347) ⚭ 1332 Margaretha van Kleef (?–na 1348)                      |
| Ouders                                                  | Johan I van Nassau-Siegen (ca. 1339–1416) ⚭ 1357 Margaretha van der Mark (?–1409)                         | Johan I van Nassau-Siegen (ca. 1339–1416) ⚭ 1357 Margaretha van der Mark (?–1409)                         | Johan I van Nassau-Siegen (ca. 1339–1416) ⚭ 1357 Margaretha van der Mark (?–1409) | Johan I van Nassau-Siegen (ca. 1339–1416) ⚭ 1357 Margaretha van der Mark (?–1409) | Johan I van Nassau-Siegen (ca. 1339–1416) ⚭ 1357 Margaretha van der Mark (?–1409) | Johan I van Nassau-Siegen (ca. 1339–1416) ⚭ 1357 Margaretha van der Mark (?–1409) | Johan I van Nassau-Siegen (ca. 1339–1416) ⚭ 1357 Margaretha van der Mark (?–1409)         | Johan I van Nassau-Siegen (ca. 1339–1416) ⚭ 1357 Margaretha van der Mark (?–1409)           |